# Pedro Afonso Franco
Pedro Afonso de Carvalho Franco, primeiro e único barão de Pedro Afonso, (Rio de Janeiro, 21 de fevereiro de 1845 — Rio de Janeiro, 5 de novembro de 1920) foi um médico e professor brasileiro.
Filho de Pedro Afonso de Carvalho e Luísa Helena de Carvalho, casou-se em segundas núpcias com Margarida de Matos Franco. Formado pela Faculdade de Medicina do Rio de Janeiro, estudou também na Universidade de Paris. Foi fundador e diretor do Instituto Soroterápico do Rio de Janeiro, mais tarde oficializado pela prefeitura do Rio de Janeiro como Instituto Vacínico Municipal do Rio, que depois fundiu-se com a Fundação Oswaldo Cruz, em 1922.
Foi diretor geral de Saúde Pública e, em 1887, enquanto diretor da Santa Casa de Misericórdia do Rio de Janeiro, conseguiu produzir pela primeira vez no Brasil, a vacina contra a varíola, em vitelos em laboratório.
Agraciado barão, era também oficial da Imperial Ordem da Rosa.
O barão de Pedro Afonso vem a ser avô de Henrique Dodsworth, que foi interventor no antigo Distrito Federal (a cidade do Rio de Janeiro) de 1937 a 1945, além de deputado de 1933 a 1935.